# Lampsilis bracteata
Lampsilis bracteata är en musselart som först beskrevs av Gould 1855.  Lampsilis bracteata ingår i släktet Lampsilis och familjen målarmusslor. IUCN kategoriserar arten globalt som nära hotad. Inga underarter finns listade i Catalogue of Life.